# Casa de los Ximénez

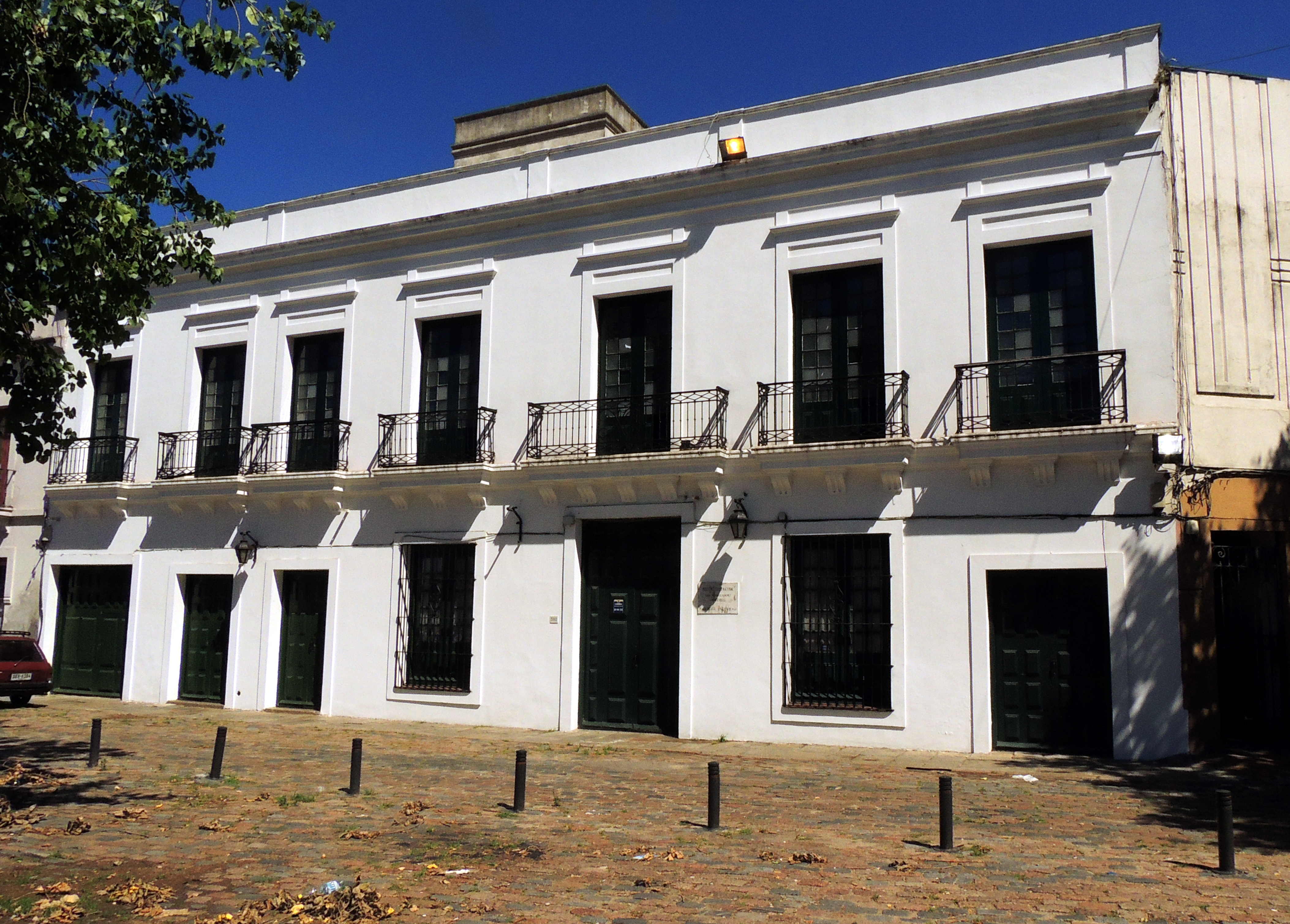
Casa de los Ximénez

Die Casa de los Ximénez ist ein Bauwerk in der uruguayischen Landeshauptstadt Montevideo.
Das von 1817 bis 1824 errichtete Gebäude befindet sich in der Ciudad Vieja an der Rambla 25 de Agosto 1825 580, Ecke Juan Carlos Gómez. Angaben über den Architekten des ursprünglich als Wohnhaus konzipierten Bauwerks sind nicht vorhanden. Mittlerweile beherbergt es das Museo Histórico Nacional. 1971 fanden Restaurierungsarbeiten unter der Regie der Architekten R. Fusco Villa und des Uruguayischen Bauministeriums statt, bei denen zudem die Architekten R. Lerena Acevedo, F. Pitaluga und J. Pivel Devoto als Berater zur Seite standen.
Seit 1975 ist das Gebäude als Monumento Histórico Nacional klassifiziert.